# إيلي ويتني بليك جونيور
إيلي ويتني بليك جونيور (بالإنجليزية: Eli Whitney Blake, Jr.)‏ هو أستاذ جامعي وفيزيائي أمريكي، ولد في 20 أبريل 1836 في نيو هيفن في الولايات المتحدة، وتوفي في 10 يناير 1895 في هامبتون في الولايات المتحدة.